# Paulina Vinderman
Paulina Vinderman (Buenos Aires, 9 de maio de 1944) é uma poeta e tradutora argentina.

## Actividades relevantes
Participou em festivais internacionais de poesia como o de Granada (2013) ou o de Medellín. Tem sido incluída em numerosas antologias e muitos de seus poemas têm sido traduzidos para o inglês, italiano e alemão. Colaborou em publicações de Buenos Aires e na América Latina com poemas, artigos e reseñas literárias, entre elas A Nação, A Imprensa, Clarín, Babel, "Diário de Poesia" ou "Intramuros".

Publicou em Feminaria, uma revista de teoria feminista que se publicou de 1988 até 2008.  Entre as revistas latino-americanas contam-se O Espectador (Colômbia), Hora de Poesia (Espanha), Babel (Venezuela) ou Hispamérica (USA), entre outras. Participou no ciclo de oficinas "A Pluma e a Palavra", organizado pela Sociedade de Escritoras e Escritores da Argentina, com o tema Poesia (07/07/06).
Traduziu para o castelhano John Oliver Simon (Berkeley, USA), Emily Dickinson, Michael Ondaatje, Sylvia Plath (Tulipanes, Universidad de Nuevo León, México) e a James Merrill.
É graduada de Bioquímica da UBA, actividade que exerceu durante alguns anos.

## Publicações
Entre as obras de Paulina Vinderman destacam-se:
- Cuaderno de dibujo 1ª ed. [S.l.]: Alción Editora. 2016. ISBN 978-987-646-639-4
- Ciruelo 1ª ed. [S.l.]: Alción Editora. 2014. ISBN 978-987-646-432-1
- Rojo junio y otros poemas 1ª ed. [S.l.]: Ruinas Circulares. 2013. ISBN 978-987-1610-97-6
- La epigrafista 1ª ed. [S.l.]: Hilos Editora. 2012. ISBN 978-987-25844-9-8[13][14]
- Bote negro 1ª ed. [S.l.]: Alción Editora. 2010. ISBN 978-987-646-138-2[15]
- El vino del atardecer 1ª ed. [S.l.]: El Suri Porfiado Ediciones. 2008. ISBN 978-987-23987-9-8
- Hospital de veteranos 1ª ed. [S.l.]: Alción Editora. 2006. ISBN 978-987-1359-42-4[16]
- El muelle 1ª ed. [S.l.]: Alción Editora. 2003. ISBN 978-987-1359-55-4[17]
- Cónsul honoraria, antología personal 1ª ed. [S.l.]: Vinciguerra. 2003. ISBN 978-950-843-514-9
- Bulgaria 1ª ed. [S.l.]: Libros de Alejandría. 1998. ISBN 978-987-99653-7-5
- Escalera de incendio 1ª ed. [S.l.]: Último Reino. 1994. ISBN 978-950-804-025-1[18][19]
- Rojo junio 1ª ed. [S.l.]: Literatura Americana Reunida - L.A.R. Ediciones. 1988. ISBN 978-950-99206-0-6
- La balada de Cordelia 1ª ed. [S.l.]: Fundación Argentina para la Poesía. 1984. ISBN 978-950-9161-12-2
- La mirada de los héroes 1ª ed. [S.l.]: Ediciones Botella al Mar S.R.L. 1982. ISBN 978-950-513-002-3

## Prémios
Ao longo de sua carreira, Paulina Vinderman recebeu várias distinções:
- Terceiro e Segundo Prémio Municipal Cidade de Buenos Aires (biénios 88-89 e 98-99 respectivamente)
- Prémio Nacional Regional da Secretaria de Cultura da Nação (quatrienio 93-96).
- Prémio Letras de Ouro 2002 da Fundação Honorarte
- Primeiro Prémio Municipal Cidade de Buenos Aires (biénio 2002-2003)
- Prémio Literário da Academia Argentina de Letras, género Poesia, 2004-2006[20]
- Prémios Fundo Nacional das Artes 2002 e 2005[21]
- Prémio Anel da Arte a mulheres notáveis 2006
- Prémio Citta' dei Cremona 2006
- Prémio Municipal de Poesia 2007[22]